# Engineering To Order
Engineering To Order (la traducción más correcta es Ingeniería a la orden) o ETO,  es uno de los ambientes de trabajo clásicos de la manufactura. El supuesto básico en ETO es que el proceso es único e irrepetible, en el que el cliente define prácticamente todas las características del producto (incluido su diseño más básico). 
Ejemplos claros de productos ETO son las casas y las naves espaciales. Ambos proyectos no pueden ser "pre-iniciados", sino que tienen que esperar todas las instrucciones del cliente para ser producidos (en la casa por ejemplo, son los planos, los colores, los muebles, etc).
La diferencia básica de ETO y MTO es que en el último las características del producto están prácticamente definidas y solo se definen los detalles para mandarlo a producir.